# Adicella ino
Adicella ino är en nattsländeart som först beskrevs av Hagen 1858.  Adicella ino ingår i släktet Adicella och familjen långhornssländor. Inga underarter finns listade i Catalogue of Life.